# Claudia Fischer
Claudia Fischer es una directora de cine y artista colombiana, reconocida por su documental de 2016 Ati y Mindhiwa y por participar en el proceso de creación de los largometrajes Buscando a Miguel y Retratos en un mar de mentiras. En 2023 estrenó los documentales Wërapara, chicas trans y De un mismo árbol.

## Carrera
Fischer cursó estudios de pintura en el École des Beux-Arts en París y más tarde estudió restauración de pintura de caballete, pintura mural y madera policromada en Italia.
Se desempeñó como directora de arte en los largometrajes La voz de las alas de Jorge Echeverri (2005) y Buscando a Miguel de Juan Fischer, y en 2010 como diseñadora de producción de Retratos en un mar de mentiras del director Carlos Gaviria.
Su ópera prima, el documental Ati y Mindhiwa, fue estrenado en Colombia el 6 de octubre de 2016. La película, que relata la historia de dos hermanas pertenecientes a la comunidad indígena arhuaca de la Sierra Nevada de Santa Marta, participó en varios festivales internacionales como FILMAR, Viewster Online Film Festival, Cine Las Américas en Austin, Cinéma de Dournenez y Muestra Internacional Documental de Bogotá.
Fischer es madre de la actriz Paola Baldión.

## Filmografía destacada
- 2005 - La voz de las alas (directora de arte)
- 2007 - Buscando a Miguel (directora de arte)
- 2010 - Retratos en un mar de mentiras (diseñadora de producción)
- 2016 - Ati y Mindhiwa (directora)
- 2023 - Wërapara, chicas trans (directora)
- 2023 - De un mismo árbol (directora)